# Pieter Nuyts

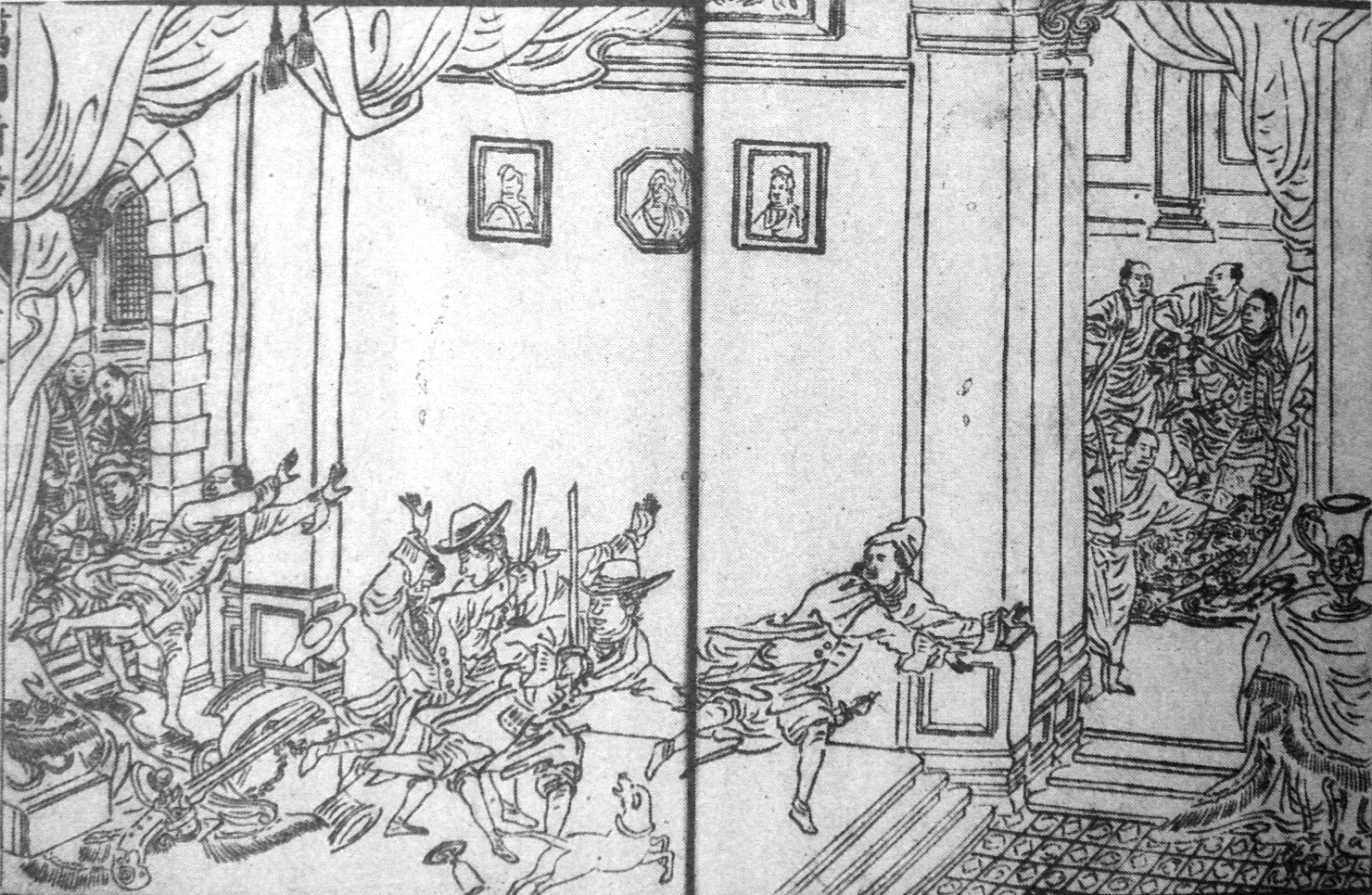
Capture de Nuyts par les Japonais en 1629.

Pieter Nuyts, né en 1598 à Middelbourg et mort le 11 décembre 1655, est un aventurier hollandais. L'archipel Nuyts, au large des côtes sud de l'Australie, porte son nom.

## Biographie
Employé par la compagnie des Indes Orientales hollandaises, il demande à être affecté à Batavia. Il se rend à son poste à bord du Gulden Zeepaerdt commandé par François Thijssen. C'est lors de ce voyage qu'ils longent les côtes sud de l'Australie sur plus de 1 500 kilomètres et font le premier relevé cartographique de cette région plus tard connue comme étant la Terre de Nuyts.
Il est le troisième gouverneur de Formose du 28 juin 1627 au 9 mai 1630. En raison de son comportement arrogant et cupide, il est rappelé à Batavia, jugé et condamné à de la prison. Il est remplacé à son poste par Hans Putmans.
Libéré le 5 juillet 1636, il retourne en Hollande où il est élu maire de Hulster Ambacht, puis de Hulst. Il meurt le 11 décembre 1655. On s'aperçoit après son décès qu'il avait perçu plus d'impôts que ce qu'il avait déclaré et son fils dut rembourser les sommes détournées par son père[réf. nécessaire].